# Rachid Bouchareb
Rachid Bouchareb (Parigi, 1º settembre 1953) è un regista cinematografico e sceneggiatore francese naturalizzato algerino.

## Biografia
È nato a Parigi il 1º settembre del 1953, figlio di immigrati algerini. Dal 1977 al 1983, ha lavorato come assistente nel canale televisivo nazionale francese.
Fin dai suoi esordi da regista (Bâton rouge, 1985), Rachid Bouchareb affronta i temi dell'immigrazione, dello sradicamento e le questioni relative alla doppia identità della generazione che vive a contatto di due culture. Il suo primo lungometraggio Poussières de vie nel 1995 viene nominato nella rosa dei candidati per l'Oscar al miglior film straniero, mentre nel 2001 Little Senegal, girato nella comunità afro-americana di Harlem, a New York, riscuote un notevole successo di critica e di pubblico.
La consacrazione definitiva arriva però con Days of Glory (premio collettivo per la miglior interpretazione maschile a Cannes nel 2006, che totalizza nelle sale francesi tre milioni di entrate), che narra la storia delle migliaia di tirailleurs africani morti per la Francia durante i conflitti mondiali. Il film provoca molte discussioni in Francia e risveglia le autorità politiche: il presidente Jacques Chirac rivalorizza le pensioni dei vecchi combattenti africani da troppo tempo dimenticati e Rachid Bouchareb viene nominato Cavaliere della Légion d'honneur.
Il lungometraggio Uomini senza legge, in competizione ufficiale a Cannes nel 2010, provoca nuovamente un grande fermento nella società civile e politica francese. Bouchareb racconta la storia di tre fratelli algerini che, a partire dal 1925 e in un arco temporale di 35 anni, hanno vissuto le vicende storiche che hanno coinvolto l'Algeria e la Francia.

## Filmografia
- Bâton Rouge (1985)
- Cheb (1991)
- Poussières de vie (1994)
- Little Senegal (2001)
- Days of Glory (Days of Glory) (2006)
- London River (2009)
- Uomini senza legge (Hors-la-loi) (2010)
- Just Like a Woman (2012)
- Two Men in Town (2014)
- Jeannette, l'enfance de Jeanne d'Arc, regia di Bruno Dumont – film TV (2017)
- Lo sbirro di Belleville (Le Flic de Belleville) (2018)
- Jeanne, regia di Bruno Dumont (2019)
- France, regia di Bruno Dumont (2021)
- Les Miens, regia di Roschdy Zem (2022)

## Riconoscimenti
- 1984 – Festival international du court métrage de Clermont-Ferrand
  - Mention Spéciale du Jury Compétition nationale a Peut-être la mer